# Movimiento New Jewel
El Movimiento New J.E.W.E.L (acrónimo inglés de "New Joint Endeavor for Welfare, Education, and Liberation", que traducido al castellano significa "nuevo esfuerzo unido para el bienestar, la educación y la liberación") fue un partido político de izquierda, encuadrado en el comunismo, surgido en la isla caribeña de Granada.

## Origen
El Nuevo Movimiento JEWEL (NJM) fue formalmente establecido el 11 de marzo de 1973 como una alianza de dos grupos: MAP (Movimiento para las Asambleas del Pueblo) y JEWEL (Joint Endeavor for Welfare, Education and Liberation: Esfuerzo Conjunto por el Bienestar, la Educación y la Liberación)
Establecida oficialmente el 11 de marzo de 1973, la organización era una combinación de dos grupos separados: MAP (Movimiento para las Asambleas del Pueblo), dirigido por Maurice Bishop y J.E.W.E.L. (Esfuerzo Conjunto por el Bienestar, la Educación y la Liberación). El manifiesto inicial del NJM fue ampliamente difundido por el principal intelectual del MAP, Franklin Harvey, quien había sido fuertemente influenciado por los escritos de C. L. R. James. De 1973 a 1979, el NJM fue un activo partido de oposición en la isla de Granada. Durante la década de 1970, la situación política en la isla se fue polarizando y volviendo más violenta de forma paulatina. Para las elecciones generales de 1976 la organización formó una coalición electoral conocida como "Alianza Popular" con el Partido Nacional de Granada y el Partido Unido del Pueblo. Sin embargo, la alianza perdió ante el gobernante Partido Laborista Unido de Granada en elecciones que fueron calificadas de fraudulentas por los observadores internacionales. A finales de la década de 1970, el NJM formó el Ejército de Liberación Nacional (NLA por sus siglas en inglés), también conocidos como "los 12 Apóstoles".

## Revolución

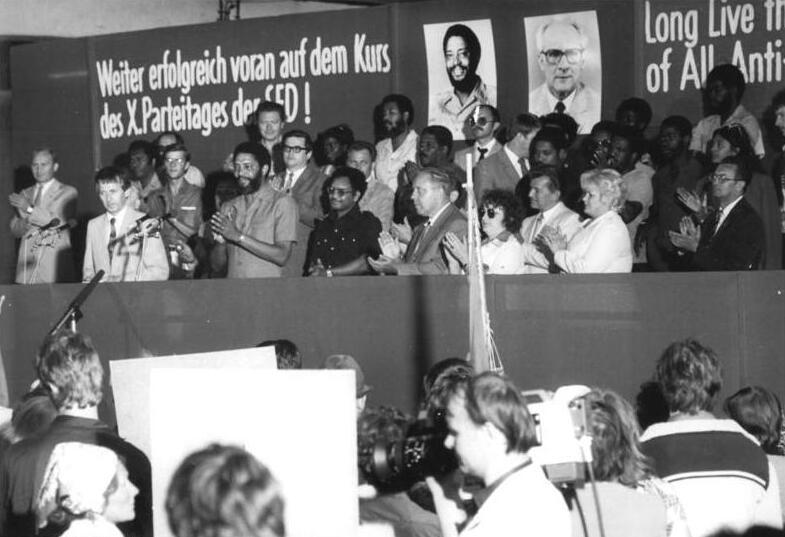
Maurice Bishop durante una visita a la República Democrática Alemana en 1982.

En 1979, el NJM lanzó una revolución contra el gobierno de Eric Gairy mientras éste se encontraba fuera del país. El NJM tomó el control de los barracones militares, la emisora de radio, edificios gubernamentales y comisarías de policía en el país. Maurice Bishop suspendió la Constitución y anunció que el NJM formaba el Gobierno Popular Revolucionario. Tras la revolución, el NJM se describió a sí mismo como un partido de vanguardia marxista-leninista. El partido no se consideraba a sí mismo como un partido comunista porque no creía que el NJM o la propia isla de Granada hubieran alcanzado un nivel de desarrollo en el que fuera posible alcanzar el comunismo. El NJM perseguía políticas para alcanzar un punto en el que un partido comunista pudiera formarse, pero se consideraba a sí mismo como no preparado debido a que no estaba liderado por una clase proletaria y debido al bajo nivel de educación en políticas marxistas-leninistas.
Poco después de la toma del poder, el nuevo gobierno buscó ayuda de Cuba tras el rechazo de las ayudas y de una reunión con el presidente estadounidense Ronald Reagan. El Gobierno cubano envió a varios trabajadores de la construcción para colaborar en la construcción de un nuevo aeropuerto internacional. El Gobierno también creó una modesta fuerza policial, frecuentemente confundida con un Ejército, con asistencia cubana.
Durante este período, el Gobierno no celebró elecciones ni produjo una nueva Constitución que reemplazase a la antigua que fue suspendida. El NJM fue el único partido político que existió. Los puestos en el gobierno y en la nueva fuerza policial estaban abiertos solamente a aquellos que declararon su apoyo a los principios marxistas.
La cercanía y las alianzas entre el gobierno del NJM y Cuba, Libia, Siria, la Unión Soviética, Corea del Norte y varios estados de Europa del Este produjeron tensiones con el gobierno de EE. UU..

## Caída de Bishop e invasión estadounidense
En 1983 se desarrolló una disputa en el seno del NJM. Bishop, aunque era popular entre la gente, fue objeto de duras críticas dentro del Partido y el Ejército. Sus críticos, liderados por el Vice primer ministro Bernard Coard, trataron de convencer a Bishop de entrar en un acuerdo para compartir el poder con Coard, en el que serían "co-iguales gobernantes del país". Bishop rechazó la idea, y la división en el máximo nivel del NJM llevó a problemas políticos serios en el seno del partido y el gobierno. Finalmente, Coard ordenó que Bishop fuese puesto bajo arresto domiciliario.
La destitución de Bishop llevó a manifestaciones en varias zonas del país. Las manifestaciones llegaron a un punto en el que Bishop fue finalmente liberado. En circunstancias poco claras, Bishop consiguió llegar hasta los cuarteles generales militares. Finalmente una fuerza militar de cualquier parte de la isla llegó a los cuarteles generales y los combates estallaron. Muchos civiles fueron asesinados. Bishop, junto a sus ministros Fitzroy Bain, Norris Bain, Evelyn Bullen, la supuestamente embarazada Jacqueline Creft, Keith Hayling, Evelyn Maitland y Unison Whiteman fueron colocado en fila en un jardín contra un muro durante un considerable período de tiempo. Finalmente fueron ejecutados por un pelotón de fusilamiento.
La ejecución de Bishop fue seguida por la formación de un gobierno militar bajo la dirección de Hudson Austin. Austin anunció una ley marcial de 4 días de duración durante la cual cualquier persona que abandonase su hogar sin autorización podría ser sujeto de una ejecución sumaria. Seis días después, EE. UU. invadió Granada y derrocó al gobierno. Con la destitución del gobierno del NJM, la antigua Constitución fue restablecida.
Más tarde, 17 oficiales políticos y militares fueron juzgados y condenados como responsables de la muerte de Bishop y las otras 7 personas ejecutadas.

## Política exterior
El Movimiento New Jewel trabajó estrechamente con Cuba para proveer asistencia a movimientos revolucionarios de izquierda como la SWAPO en África del Sudoeste (actual Namibia) y el FMLN en El Salvador.
Asimismo, también estableció relaciones cercanas con la Unión Soviética y otros países socialistas, destacando la República Democrática Alemana, donde Bishop fue de visita oficial en 1982.